# Pyrrhia marginata
Pyrrhia marginata là một loài bướm đêm trong họ Noctuidae.